# 蒙古国哈萨克族
哈薩克人，是蒙古國第二大民族和最大少數民族，根據2010年的人口普查，蒙古國哈薩克人的人數為101526人（佔全國人口的3.8%）。大多數哈薩克人居住在西部的巴彦乌列盖省（佔人口的88.7%）和科布多省（11.5%）以及首都烏蘭巴托。

## 歷史
在蒙古西部生活的哈薩克人的主要部落是克烈部阿巴克克烈氏族各分支。他們中的大多數在19世紀60年代和70年代從新疆來到這片領土。遷徙的主要原因與中國太平天國起義（1850-1864 年）和同治陝甘回變（1862-1878 年）直接相關。為了解決起義者的土地問題，中國政府訴諸「開發新土地」政策。它也觸及了新疆的哈薩克遊牧民族。來自陝甘的漢族農民開始出現在這裡。一些沒有土地的哈薩克人被迫移民到蒙古。新疆內部的不穩定促成了哈薩克人大規模通過阿爾泰山進入外蒙古。
在博克多汗國時期，哈薩克人佔該國總人口的6-8%[8]。
他們很多人在20世紀90年代響應哈薩克政府邀請回國，由於蒙古國哈薩克人也使用西里爾字母，他們通常也熟悉俄語，因此一般來說，比來自中國或伊朗的哈薩克人在哈薩克的融入情況更好，但比來自獨聯體國家的哈薩克人（烏茲別克、土庫曼）差。
據蒙古方面稱，20年來（1995年至2015年），40000名蒙古公民獲得了哈薩克公民身份。

## 教育
每天晚上9點，蒙古有一個小時的哈薩克語新聞廣播。蒙古的哈薩克語學校主要存在於巴彥烏列蓋省，那裡的許多科目都以哈薩克語授課。在蒙古其他地區，哈薩克語主要在家庭內部教授使用。在哈薩克人的分散安置地點，他們部分蒙古化。也有哈薩克語報紙《新生活》發行。